# William James Sidis
William James Sidis (Manhattan, 1 d'abril de 1898 - Boston, 17 de juliol de 1944) era un nen prodigi estatunidenc. Seria un dels majors genis de les matemàtiques. Va ser en principi cèlebre per la seva precocitat i després per la seva excentricitat. Va abandonar completament les matemàtiques al final de la seva vida, escrivint sobre altres afers sota pseudònims. Amb un Q.I. de més de 225, és considerat com una de les persones més intel·ligents que mai ha existit.

## Biografia

### Parentiu i educació (1898-1909)
William James Sidis va néixer de pares jueus emigrants de Rússia l'1 d'abril de 1898 a New York. El seu pare, Boris Sidis, havia emigrat el 1887 per escapar a la persecució política. La seva mare, Sarah Mandelbaum i la seva família fugien la violència antisemita de 1889. Sarah sovintejava la Universitat de Bòston i fou diplomada per l'escola de medicina el 1897. Boris va obtenir el seu diploma a la Universitat Harvard, i hi va ensenyar psicologia. Era psiquiatre, i va publicar molts llibres i articles, obrint la via a la psicopatologia. Boris era poliglot i el seu fill William ho va ser també de molt jove. Va arribar a parlar més de 40 idiomes.
Podia llegir el New York Times a l'edat de 18 mesos, i als vuit anys coneixia 8 idiomes (llatí, grec, francès, rus, alemany, hebreu, turc, i armeni) i n'inventà un, que va anomenar Vendergood als 7 anys.
Va morir el 17 de juliol de 1944 als 46 anys.